# Salesianos en Colombia
Los Salesianos de Don Bosco en Colombia hacen presencia desde el siglo XIX y están presentes en dos Inspectorías: la Inspectoría San Luis Beltrán, con sede en la ciudad de Medellín, y la Inspectoría San Pedro Claver, con sede en la ciudad de Bogotá; las cuales forman parte de la Región Interamerica de los SDB,

Su misión en Colombia se desarrolla a través de obras que incluyen colegios, Universidad, centros juveniles, parroquias, centros de atención al niño de la calle, centros misioneros y cooperación con organizaciones oficiales y no gubernamentales en beneficio de la juventud más necesitada.
La Familia Salesiana en Colombia está compuesta por un gran número de institutos entre religiosos y laicos de los cuales los principales son la Sociedad de San Francisco de Sales, las Hijas de María Auxiliadora, y la Asociación de Salesianos Cooperadores. También otros como la Asociación de Devotos de María Auxiliadora y la Asociación de Damas Salesianas que colaboran en la misión. También están las Voluntarias de Don Bosco y las Hijas de los Sagrados Corazones de Jesús y de María fundadas en la población de Agua de Dios en Cundinamarca/Colombia.

## Historia
El mérito de haber dado a conocer a Don Bosco en Colombia corresponde en primer lugar a doña María Ortega de Pardo, dama colombiana que el año 1883 residía en París. 
La primera petición para que los Salesianos vinieran a Colombia, se realizó por carta el 25 de agosto de 1882, por Monseñor Eugenio Biffi, arzobispo de Cartagena, quien se interesó por la presencia de los Salesianos en Colombia luego de hacerle una visita a Don Bosco en Turín, Italia. Posteriormente, un hecho, en apariencia poco significativo, la curación de doña María Ortega de Pardo alcanzada en París por mediación de San Juan Bosco, ya en el ocaso de su vida (1883): Lo vio durante un viaje del Santo a la metrópoli francesa: recibió su bendición y quedó curada de una grave enfermedad. Desde entonces sus cartas y conversaciones estuvieron llenas del nombre de Don Bosco. También el diario de Bogotá. La Nación, que publicó en español la vida de Don Bosco escrita por D'espiney, favoreció su conocimiento en nuestra patria.; esto constituyó el punto de partida para que el nombre de Don Bosco y su obra empezara a abrirse paso en el gobierno y la sociedad colombiana.
El Gobierno de Colombia se dirigió entonces al papa León XIII quien en ese entonces regía los destinos de la Iglesia católica. El Pontífice pidió al cardenal Mariano Rampolla que escribiera al padre Miguel Rúa, Superior de los Salesianos para comunicarle su deseo de que aceptara la solicitud del Gobierno con el fin de que los Salesianos fundaran en Colombia. La respuesta fue afirmativa. La convención entre el padre Miguel Rúa y el Gobierno de nuestro país hablaba de "proveer a la educación religiosa, científica y artística de la juventud colombiana ... mediante escuelas de artes y oficios".
Entonces fue el primer sucesor de Don Bosco, beato Miguel Rúa, quien llevó a cabo el término de la gestión que condujo a la firma del contrato de fundación, el 1 de mayo de 1889 y la organización de la primera expedición de Salesianos a Colombia. 
Los Salesianos entonces salieron en barco de Italia el 10 de enero de 1890. Eran siete integrantes a las órdenes del padre Miguel Rúa, por ausencia de quien había sido nombrado director, padre Evasio Rabagliati, que se hallaba todavía en Chile. El 11 de febrero de 1890 llegaron a Bogotá; solo durante el siguiente mes de septiembre pudo inaugurarse la primera obra salesiana: el Colegio León XIII, de artes y oficios.
El proyecto inicial, que contemplaba solo la educación técnica, fue rápidamente superado. Se comprendió que era importante el cultivo de las vocaciones Salesianas entre los jóvenes y se inició la organización de los estudios clásicos.
La obra salesiana siempre fue bien vista y apreciada por los gobiernos de la República, que constantemente la defendieron y sostuvieron, favoreciendo su difusión. 

### División de la Inspectoría
Tal fue el auge en la expansión de la obra Salesiana en Colombia, que su animación se hizo difícil para un solo superior provincial. Así que se procedió a dividir la Inspectoría San Pedro Clavér (que se extendía en toda Colombia) en dos inspectorías; la existente, con sede en Bogotá, y la nueva con sede en Medellín. Tras la aceptación del Padre Carlos Julio Rojas como primer inspector, el 1 de octubre de 1957, nació en Colombia y para el mundo Salesiano; la Inspectoría San Luís Beltrán. Su territorio comprende el occidente del país con la demarcación natural del Río Magdalena; y la Inspectoría San Pedro Claver comprende el oriente del país con la misma demarcación natural.

## Inspectoría San Pedro Claver
La Inspectoría San Pedro Claver actualmente vive la misión salesiana principalmente a través de Colegios, Institutos Técnicos y Centros de Capacitación, pero también en Parroquias y Santuarios, centros juveniles, atención a los jóvenes en situación de riesgo, librerías y centros de comunicación social, bolsa de empleo y un fondo de apoyo educativo, entre otros servicios sociales. Sus obras son:

### Casas de formación
Las casas de formación de los Salesianos de Don Bosco presentes en la inspectoría de Bogotá son las siguientes: 
- Prenoviciado Salesiano San José (Mosquera)
- Teologado Salesiano Santo Tomás de Aquino (Bogotá)

Las otras casas de formación (Noviciado, Posnoviciado) es compartido con la Inspectoría de Medellín.

### Colegios, Institutos Técnicos y Centros de Capacitación
Los Centros de Formación son una modalidad que los Salesianos han adoptado para colaborar con aquellos jóvenes, que por diferentes razones especialmente por sus bajos recursos económicos, no pueden acudir a recibir estudios de carácter universitario. Algunas de las instituciones salesianas del país, con recursos propios y con la ayuda de fundaciones internacionales, han abierto estos Centros de Capacitación con un impresionante resultado en beneficio de los jóvenes.
Particularmente en las principales ciudades del país estos centros de capacitación instruyen especialmente en el área de: mecánica, ebanistería, corte y confección, mecánica automotriz, sistemas y en adición se les ofrece igualmente atención en deportes, música y teatro. Desde luego, que se da una prestancia sobresaliente a la educación en la fe y formación en valores.
Un área de la población que se está beneficiando de los centros de capacitación son los llamados "reinsertados del conflicto armado", quienes reciben atención especial dadas las circunstancias que han tenido que vivir.
Recientemente la Presencia de León XIII ha lanzado el sitio web www.institutotecnicosalesianodeleonxiii.edu.co, un portal que integrado al ya existente del Colegio de León XIII, brinda información específica de la oferta de formación para el mundo del trabajo para jóvenes y adultos.
Entre las novedades del sitio se cuenta el Campus Virtual, una herramienta en la que Docentes y Estudiantes tienen acceso a contenidos programáticos, inscripción de materias, programación de actividades, como trabajos, exámenes parciales, exámenes finales, entre otros.

#### Colegios
- Colegio Salesiano de León XIII (Bogotá)
- Instituto Salesiano San Juan Bosco (Cúcuta)
- Instituto Salesiano San José (Mosquera)
- Colegio Salesiano de Duitama (Duitama)
- Colegio Salesiano San Medardo (Neiva)
- Colegio Salesiano Maldonado (Tunja)
- Colegio Salesiano Miguel Unia (Agua de Dios)
- Colegio Salesiano Juan del Rizzo (Bogotá)
- Colegio Salesiano San Juan Bosco (Dosquebradas)
- Fundación Educativa Don Bosco (Don Bosco 2,3,4,5) (Bogotá)
- Colegio Salesiano Compartir (Mosquera)
- Colegio Salesiano La Paz (Mosquera)
- Colegio Salesiano San juan Bosco (Tuluá)
- Escuelas profesionales salesianas (cartagena)

#### Institutos Técnicos
- Instituto Técnico Salesiano de León XIII (Formación Técnica para la música) (Bogotá)
- Instituto Técnico Industrial Centro Don Bosco (Bogotá)
- Instituto Técnico Industrial Salesiano (Cúcuta), (funcionó hasta enero de 2017)
- Instituto Técnico Agrícola Valsalice (Fusagasugá)
- Instituto Técnico Agropecuario "La Holanda" (Granada)
- Instituto Técnico Industrial San Juan Bosco (Contratación)
- Instituto Tecnológico Salesiano Eloy Valenzuela (Bucaramanga)
- Institución Educativa Municipal San Juan Bosco (Pasto)

#### Centros de Capacitación
- Centro Juan Bosco Obrero (Bogotá - Ciudad Bolívar)
- Centro de Capacitación Salesiana y Promoción Popular Juvenil "Fortecj" (Bogotá)
- Centro Salesiano de Capacitación Laboral "Cescal" (Cúcuta)
- Escuela Salesiana de Capacitación Laboral "ESCALA"

### Oratorios - Centros Juveniles
La acción de los salesianos se realiza de manera especial en estos lugares que Don Bosco llamaba oratorios y que prácticamente funciona en todas las obras. Allí se les brinda a los jóvenes una acogida amable y se les ofrecen facilidades para orar, cantar y envolverse en toda clase de actividades deportivas como también en actividades de tipo teatral en las cuales los jóvenes desarrollan sus talentos.
- Oratorio Salesiano "San Francisco de Sales" - León XIII
- Oratorio Salesiano "Miguel Unia" - Agua de Dios
- Oratorio Salesiano "San Juan Bosco" - Mosquera
- Oratorio Salesiano del Niño Jesús - Obra Salesiana del Niño Jesús
- Oratorio Festivo de Contratación
- Oratorio Centro Juvenil y Comunitario Don Bosco Cúcuta
- Oratorio Festivo de Neiva
- Oratorio Festivo de Bucaramanga

### Parroquias y Santuarios
- Santuario Del Divino Niño Jesús - Bogotá
- Santuario Nuestra Señora del Carmen - Bogotá
- Parroquia San Juan Bosco - Bogotá
- Parroquia María Auxiliadora - Contratación
- Parroquia San Juan Bosco - Duitama
- Parroquia Nuestra Señora del Carmen - Agua De Dios
- Parroquia María Auxiliadora - Cúcuta
- Parroquia María Auxiliadora - Mosquera
- Parroquia Nuestra Señora de las Nieves - Tunja
- Parroquia María Auxiliadora - Bucaramanga
- Parroquia Santa María Mazzarello - Cúcuta / Barrio Los Olivos
- Parroquia San Juan Bosco - Neiva
- Parroquia San Juan Bosco - Cali

### Fondo de Apoyo Educativo Salesiano de Colombia
El Fondo de Apoyo Educativo Salesiano de Colombia "FONAESCO", es un programa de la Sociedad Salesiana Inspectoría de Bogotá, en donde dos obras Salesianas: Centro Don Bosco y Juan Bosco Obrero, unen esfuerzos, para apoyar y fomentar acciones educativas, formativas y pastorales dirigidas a niños, adolescentes y jóvenes hombres y mujeres marginados, desplazados y en alto riesgo carentes de protección social y/o familiar.

### Otros Servicios Sociales
Algunas casas salesianas están ubicadas en áreas socialmente deprimidas. Además de los procesos pastorales evangelizadores hay organizados centros de asistencia social especialmente a jóvenes pobres y a sus familias. Ejemplo típico de esta presencia salesiana a los necesitados es la Obra Salesiana del Niño Jesús, en la cual con la ayuda de los devotos a la infancia de Jesús se atienden miles de personas cada semana con lo necesario para la canasta familiar evitando así que los pobres pasen hambre. Igualmente se ha organizado un programa de vivienda que desde su inicio ha provisto ya de techo y cobijo a cerca de tres mil familias, que carecían de un lugar decente para vivir. 
En la misma forma en varios colegios y parroquias salesianas ubicados en estratos bajos se han organizado centros médicos asistenciales en los que con ayuda de profesionales de la salud se ofrecen toda clase de servicios médicos y dentales.

## Inspectoría San Luis Beltrán
En la actualidad, a los 50 años de su creación, la Provincia Salesiana “San Luis Beltrán” de Medellín cuenta con 36 obras que acogen alrededor de 25.000 personas, en 15 ciudades y 10 departamentos, atendidas por 150 Salesianos. Dichas obras promueven la evangelización a través de la educación y la promoción humana y social en colegios académicos, institutos técnicos, centros de capacitación, parroquias, centros juveniles, obras sociales para los más desprotegidos y un sinfín de actividades.
La Inspectoría San Luis Beltran está ubicada en el Instituto Salesiano Pedro Justo Berrio en Medellín, capital del Departamento de Antioquia, instituto que ha tomado un gran reconocimiento convirtiéndose así en un de los mejores colegios de Colombia. 
las obras con que la Provincia San Luis Beltrán cuenta para la Misión Salesiana son:

### Casa Inspectorial
Desde la Casa Provincial, el P. Inspector, su Consejo y su equipo de delegados irradian las orientaciones, la animación y la unidad a todas las obras salesianas del occidente colombiano.
Esta casa se dedica a la Gestión Administrativa de la Inspectoría y la Oficina Inspectorial de Desarrollo -OIDCOM-, dedicada a motivar, orientar, ayudar en la elaboración y trámite de acciones de desarrollo, con los encargados de las casas locales, para atender de esta forma a las necesidades de los beneficiarios.

### Centro de Pastoral y Comunicación Social
La importancia dada por la Inspectoría a la pastoral juvenil, que necesitaba un espacio más amplio, hizo que en 1995 se inaugurara, en el mismo terreno, el centro de Pastoral y Comunicación Social, un amplio edificio con oficinas para las diversas dimensiones de la pastoral juvenil, un espacio para la comunicación y un salón de reuniones y conferencias.
Desde esta casa se maneja:
- La Animación Pastoral Juvenil Inspectorial
  - Equipo Inspectorial de Asociacionismo
  - Movimiento Juvenil Salesiano Inspectorial
  - Equipo AJUSAL Inspectorial (Animación Juvenil Salesiana)
- La Animación Pastoral Vocacional Inspectorial
  - Acompañamiento Vocacional
  - Voluntariado Salesiano
- La Animación de Catequesis, Misiones y Parroquias
- La Animación Escolar
  - Educación Para el Trabajo y el Desarrollo Humano (E.T.D.H.)
- El Departamento Inspectorial de Comunicaciones
  - El Centro Salesiano de Medios Audiovisuales

### Colegios e Institutos Técnicos
- Colegio Salesiano El Sufragio, Medellín
- Instituto Salesiano Pedro Justo Berrío, Medellín
- Centro Educacional Don Bosco, Medellín
- Colegio San Juan Bosco, Medellín
- Institución Educativa San Juan Bosco, Medellín
- Colegio María Auxiliadora, Medellín
- Colegio Salesiano San Roque, Barranquilla
- Centro Social Don Bosco, Barranquilla
- Colegio Salesiano San Pedro Claver, Cartagena de Indias
- Colegio Salesiano San Juan Bosco, Dosquebradas
- Colegio Salesiano Santo Domingo Savio, La Ceja
- Colegio Salesiano San Juan Bosco, Tuluá
- Instituto Técnico Industrial San Juan Bosco, Cali
- Institución Educativa Don Bosco, Popayán
- Centro Técnico y Tecnológico San José, Ibagué. - Centro de Formación Técnica Laboral, en convenio con la Universidad de Ibagué
- Colegio San Juan Bosco, Pasto

### Obras Sociales
- Centro Social Don Bosco, Barranquilla. -Centro de Educación Formal y No Formal-
- Centro de Capacitación Don Bosco, Cali
- Escuelas Profesionales Salesianas, Cartagena -Bachillerato Técnico-
- Hogar Juvenil Don Bosco, Condoto. -Oratorio y Pacticas Agropecuarias-
- Hogar Jesús Adolescente, Buenaventura. -Internado y Semi Internado, Colegio Técnico y Centro de Capacitación Laboral-
- Ciudad Don Bosco, Medellín. -Atención a niños y jóvenes en situación de alto riesgo, Centro de Acogida, Programa Académico Técnico, Obra más importante de la inspectoria por ser la que encarna la misión salesiana en su totalidad.
- Hogar San Juan Bosco Armenia

### Parroquias
- Parroquia María Auxiliadora Tuluá
- Parroquia San Roque Barranquilla
- Parroquia María Auxiliadora, Buenaventura
- Parroquia San Juan Bosco, Cali
- Parroquia San José, Condoto
- Parroquia Nuestra Señora del Carmen, Ibagué
- Parroquia Nuestra Señora del Sufragio, Medellín
- Parroquia San Francisco de Sales, Medellín
- Parroquia San Juan Bosco, Medellín
- Parroquia San Francisco de Sales Cali
- Parroquia San Juan Bosco Pasto
- Santuario de María Auxiliadora

## Formación de Salesianos
Un joven católico puede aplicar como candidato a la Congregación Salesiana en calidad de salesiano coadjutor (hermano), salesiano diácono permanente o salesiano sacerdote. No es necesario que el joven sea alumno o exalumno, sino que se sienta identificado con el carisma salesiano. El joven tiene que ponerse en contacto con cualquier centro salesiano e iniciar un proceso de seguimiento vocacional o solicitar ingreso en un aspirantado salesiano.
Las etapas de Formación a la Vida Salesiana en las inspectorías de Colombia está configurado de la siguiente manera:
- Formación Inicial:
  - Aspirantado
  - Prenoviciado
  - Noviciado
  - Posnoviciado
  - Tirocinio
- Formación Específica:
  - Salesiano Coadjutor
  - Salesiano Diácono Permanente
  - Salesiano Sacerdote
- Formación Continua:
  - Capacitaciones, cursos, posgrados.

### Formación Inicial

#### Aspirantado Salesiano
El Aspirantado Salesiano es la primera etapa de la Formación Inicial a la Vida Salesiana y consiste en un año en el cual el "Aspirante" madura su opción vocacional a la vida religiosa salesiana.
Este año inicial es obligatorio para los interesados en iniciar el proceso de formación. Solo hay excepciones para quienes han cursado años en otros seminarios, sean de índole diocesano o de otra comunidad, previo visto bueno del Superior Provincial.
El año de Aspirantado es homologado si el interesado realiza un año de Voluntariado Vocacional, el cual al final de este pasa directamente al Prenoviciado.

#### Prenoviciado Salesiano
El Prenoviciado, es una preparación al Noviciado. El "Prenovicio" comienza a cursar las materias filosóficas durante un año, que luego continuará en la etapa del Posnoviciado.
Al final de estos dos años el joven ha de tener madura su opción vocacional. El Prenoviciado se realiza en la Comunidad Salesiana San José en Mosquera (Cundinamarca)

#### Noviciado Salesiano
Si el joven es idóneo para continuar el proceso de llegar a ser salesiano religioso, este es enviado a un noviciado salesiano que tiene una duración de doce meses al final del cual el joven puede decidir si optar por Cristo como Religioso Salesiano, es decir, practivando los Consejos Evangélicos o votos religiosos, o seguir su camino fuera de la comunidad.
En el Noviciado se estudian las Constituciones y Reglamentos de la Sociedad Salesiana, Latín, y Leyes de la Iglesia. Además durante este año el "Novicio" depende económicamente de la Comunidad Salesiana.
La etapa del Noviciado es compartida por las dos inspectorias de Colombia, junto con las de Bolivia, Perú, Centroamérica y algunos hermanos de Antillas, y se realiza en el "Noviciado Internacional Salesiano Sagrado Corazón de Jesús" en La Ceja, Antioquia.

##### Profesión Religiosa
Al final del Noviciado, el joven que es admitido para seguir su formación como Salesiano, hace sus primeros votos religiosos y es formalmente un Salesiano. Estos primeros votos son temporales, es decir, se hacen por lo general por un año o un trienio, al final del cual se renuevan los votos hasta cumplir 6 años de Religioso en el cual al final se hacen votos perpetuos.
El joven puede hacer sus votos como Salesiano Coadjutor, o Salesiano Aspirante al Presbiterado o Diaconado Permanente.

#### Posnoviciado Salesiano
El joven que termina satisfactoriamente su noviciado es llamado técnicamente posnovicio salesiano y está preparado para reiniciar sus estudios de filosofía, pedagogía y catequesis en una universidad o escuela profesional, en algunos casos perteneciente a la misma Congregación. Esta etapa dura el tiempo en que el joven termina su preparación profesional como educador.
La etapa del Posnoviciado es integrada en ambas inspectorias en la Casa de Formación Beato Felipe Rinaldi en Copacabana (Antioquia). Los estudios de Filosofía se hacen en convenio con la Universidad Pontificia Bolivariana.

#### Tirocinio Salesiano
Terminada la anterior etapa, el posnovicio salesiano recibe un título profesional y es enviado a una experiencia pedagógica práctica denominada dentro del mundo salesiano como tirocinio pastoral, una palabra italiana que se traduce como aprendizaje o práctica docente. El salesiano practicante (o tirocinante), realiza sus prácticas docentes en una obra salesiana determinada por el Inspector (conocido como Provincial en otras congregaciones religiosas) en donde debe poner en práctica la asimilación del sistema preventivo en una comunidad juvenil. Esta experiencia tiene una duración de entre dos años por lo general y puede ser aumentada según circunstancias.
Al terminar la experiencia de práctica docente, el joven salesiano opta por la vocación como hermano salesiano o como sacerdote (o diácono permanente), dimensiones estas que tienen su formación específica en centros adaptados para ello dentro de la Congregación y la Iglesia.

### Formación Especifica

#### Salesiano Coadjutor
El Formando se puede identificar con la figura del Salesiano Coadjutor desde que inicia la formación salesiana, y si su opción a la vida salesiana es al Coadjutorado, el formando se hace Coadjutor desde la primera profesión religiosa, y puede cambiar de opción salesiana si así lo desea en la renovación de votos temporales, ya que se hace Salesisiano Coadjutor definitivamente al emitir votos perpetuos.
El Salesiano Coadjutor al terminar su Tirocinio es enviado al Centro Regional del Salesiano Coadjutor -CRESCO- en Ciudad de Guatemala a realizar estudios pertinentes a la figura Salesiano Coadjutor que por lo general duran un año. Luego de terminar los estudios en CRESCO el Coadjutor es mandado a estudiar una carrera universitaria que sea útil a la Inspectoría.

#### Salesiano Sacerdote
El formando que se identifica con la figura del Presbítero al hacer su profesión religiosa lo hace como Aspirante al Presbiterado, y al terminar su último año de Tirocinio pasa a la etapa del "Teologado" a estudiar Licenciatura en Teología en la Pontificia Universidad Javeriana de Bogotá.
Al tercer año de Teología el aspirante al presbiterado es ordenado Diácono y al finalizar la licenciatura se ordena como Sacerdote.
La etapa del Teologado es compartida por las dos inspectorias de Colombia y además con inspectorias de Bolivia y Ecuador. La casa del Teologado está ubicada en la ciudad de Bogotá.

#### Salesiano Diácono Permanente
El formando que se identifica con la figura del Diácono Permanente realiza Estudios en Ciencias Religiosas o la Licenciatura en Teología, y se ordena cómo Diácono Permanente al final de sus estudios.
La figura del Salesiano Diácono Permanente en Colombia es inusual.

### Voluntariado Salesiano
Es una experiencia para compartir la vida y la misión Salesiana que es ofrecido a laicos especialmente a los jóvenes.
El voluntariado ofrece a los jóvenes la oportunidad de vivir más a fondo el evangelio, descubrir más claramente su propia vocación; despierta en el joven el deseo de ser mejor; es una experiencia que ayuda a madurar humana y cristianamente.
Está orientado para jóvenes bachilleres y universitarios que manifiestan el deseo de hacer una experiencia antes de tomar la decisión de ingresar a la comunidad.
Existen tres tipos de voluntariado: social, misionero o vocacional.
La experiencia del voluntariado se realizará por un tiempo de un año. Estará precedida de un tiempo conveniente de preparación grupal, encuentros personales y evaluación.
Existen cuatro elementos fundamentales que vive el Voluntario Salesiano:
- Vida en Comunidad: Comparten la misión salesiana y por ende el trabajo apostólico con los Salesianos. Viven en comunidad con los Salesianos y experimentan momentos comunitarios como oraciones, convivencias, retiros espirituales, etc.

- Apostolado: El trabajo concreto que realizan los voluntarios, varía de acuerdo al lugar y cada situación, a las capacidades y habilidades del voluntariado. Pero es un trabajo en equipo, el Voluntario da todas sus cualidades al servicio de los jóvenes y los intereses de la comunidad. Está disponible para contribuir de la mejor manera posible a la misión salesiana.

- Vida de Oración: El voluntario dedica tiempo al diálogo con Dios, tiene oportunidad de unirse a la oración de los salesianos: oración de la mañana, de la noche, el Rosario y la Eucaristía, según las necesidades de trabajo. El voluntario se preocupa de su dirección espiritual, la confesión y la participación en el retiro mensual con los salesianos.

Al final del voluntariado se hace opción por seguir la Formación Salesiana en el Prenoviciado o continuar su camino fuera de la Congregación.